# Охотничья улица (Москва)
Охо́тничья у́лица — улица в Восточном административном округе города Москвы на территории района Сокольники.

## История
Улица получила название в 1913 году по располагавшейся здесь в XVII веке слободе царских ловчих (охотников).

## Расположение
Охотничья улица проходит от Большой Остроумовской улицы на северо-запад, с юго-запада к ней примыкает Егерская улица, после чего трасса Охотничьей улицы прерывается и возобновляется чуть далее, проходит на северо-запад, пересекает улицу Олений Вал и проходит до Богородского шоссе. Нумерация домов начинается от Большой Остроумовской улицы.

## Примечательные здания и сооружения
По чётной стороне:
- № 10/12, корп. 5 — жилой дом. Здесь в 1980—2008 годах жил художник Моисей Фейгин[3].

## Транспорт

### Наземный транспорт
По Охотничьей улице не проходят маршруты наземного общественного транспорта. У северо-западного конца улицы расположена остановка «Охотничья улица» автобусного маршрута № 75 (на улице Олений Вал и Богородском шоссе), трамвайных маршрутов № 4л, 4п, 25 (на улице Олений Вал).

### Метро
- Станция метро «Сокольники» Сокольнической линии и «Сокольники» Большой кольцевой линии (соединены переходом) — юго-западнее улицы, на Сокольнической площади.